# Jasmin Salihović
Jasmin Salihović (18 februari 1980) is een Bosnisch atleet, die is gespecialiseerd in de 800 m. Hij nam eenmaal deel aan de Olympische Spelen, maar behaalde hierbij geen medailles.
Op de Olympische Spelen van 2004 in Athene werd Salihović in de reeksen van de 800 m uitgeschakeld in een tijd van 1.49,59. 

## Persoonlijke records
Outdoor
| Onderdeel | Prestatie | Datum            | Plaats   |
| --------- | --------- | ---------------- | -------- |
| 400 m     | 48,07     | 8 juni 2003      | Sarajevo |
| 800 m     | 1.48,10   | 28 augustus 2003 | Parijs   |